# Peperomia attenuata
Peperomia attenuata är en pepparväxtart som beskrevs av Truman George Yuncker. Peperomia attenuata ingår i släktet peperomior, och familjen pepparväxter.

## Underarter
Arten delas in i följande underarter:
- P. a. roseispica
- P. a. taveuniana